# パット・ニクソン

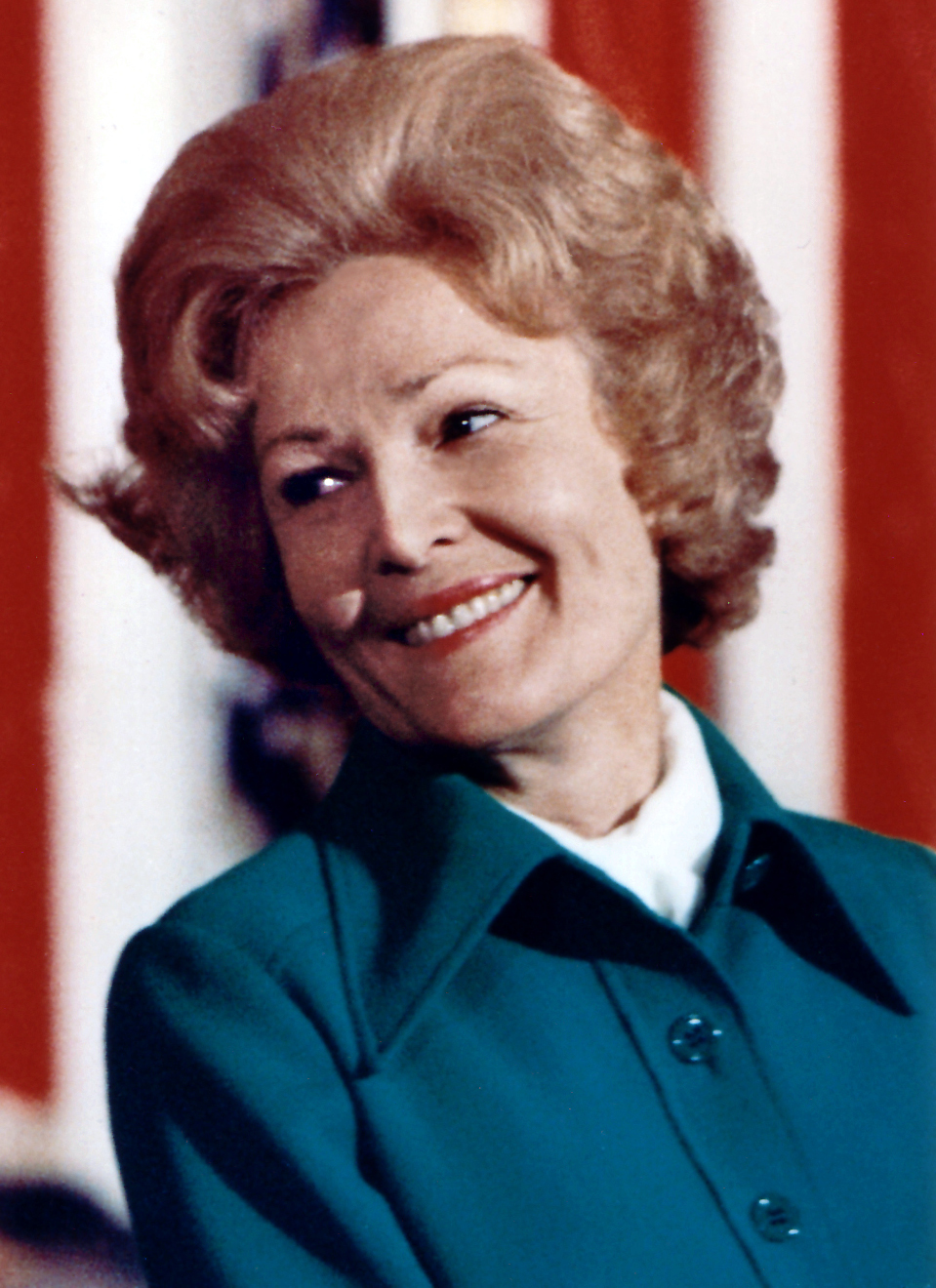
パット・ニクソン
（1972年）

パット・ニクソン（Pat Nixon）、本名テルマ・キャサリン・ニクソン（Thelma Catherine Nixon、旧姓ライアン（Ryan）、1912年3月16日 - 1993年6月22日）は、アメリカ合衆国大統領リチャード・ニクソンの妻で、アメリカ合衆国のファーストレディ（1969年 - 1974年）。身長5フィート5.5インチ（約166cm）。

## 生い立ち
テルマ・キャサリン・ライアンは聖パトリックの祝日の少し前にネバダ州エリーで生まれた。アイルランド・ドイツ系の父ウィリアム・M・ライアンは彼女を「パット（Pat）」の愛称で呼んだ。テルマはそのファーストネームを「パトリシア（Patricia）」として使用することもあった。
一家は間もなくカリフォルニア州ロサンゼルスの近くのデイリー・ヴァレー、現在のセリトスに転居し、市場向け農園を経営した。母ケイト・ハルバーシュタット・ベンダー・ライアンは1925年に死去し、パットは13歳で父と2人の兄のため、家事をこなすことになる。1930年、18歳の時に父親が病気で数ヶ月の看病後に死去する。この時期、彼女は一家の農場と、地方銀行で受付嬢と記帳係として働いた。
1929年にエクセルシオール高校を卒業した後、パット・ライアンはフラートン短期大学に入学する。さらに彼女は運転手、X線技師、薬剤師、タイピスト等の仕事で働いた。
彼女は勉学の継続を決意し、南カリフォルニア大学（USC）に進学した。大学に通いながらパートタイマーとして、流行のデパートでの販売員、また映画のエキストラなどで働いた。1935年のミリアム・ホプキンス主演映画『虚栄の市』で歩行者として出演している姿が見られる。彼女は努力してUSCを1937年に優等で卒業した。
「パット・ニクソンほど結婚前に働いていたファーストレディはわずかである。」と言われている。
パットはカリフォルニア州ウィッティアーで高校教師として働くこととなる。その後第二次世界大戦中には、政府経済学者として働いた。

## 結婚と家族

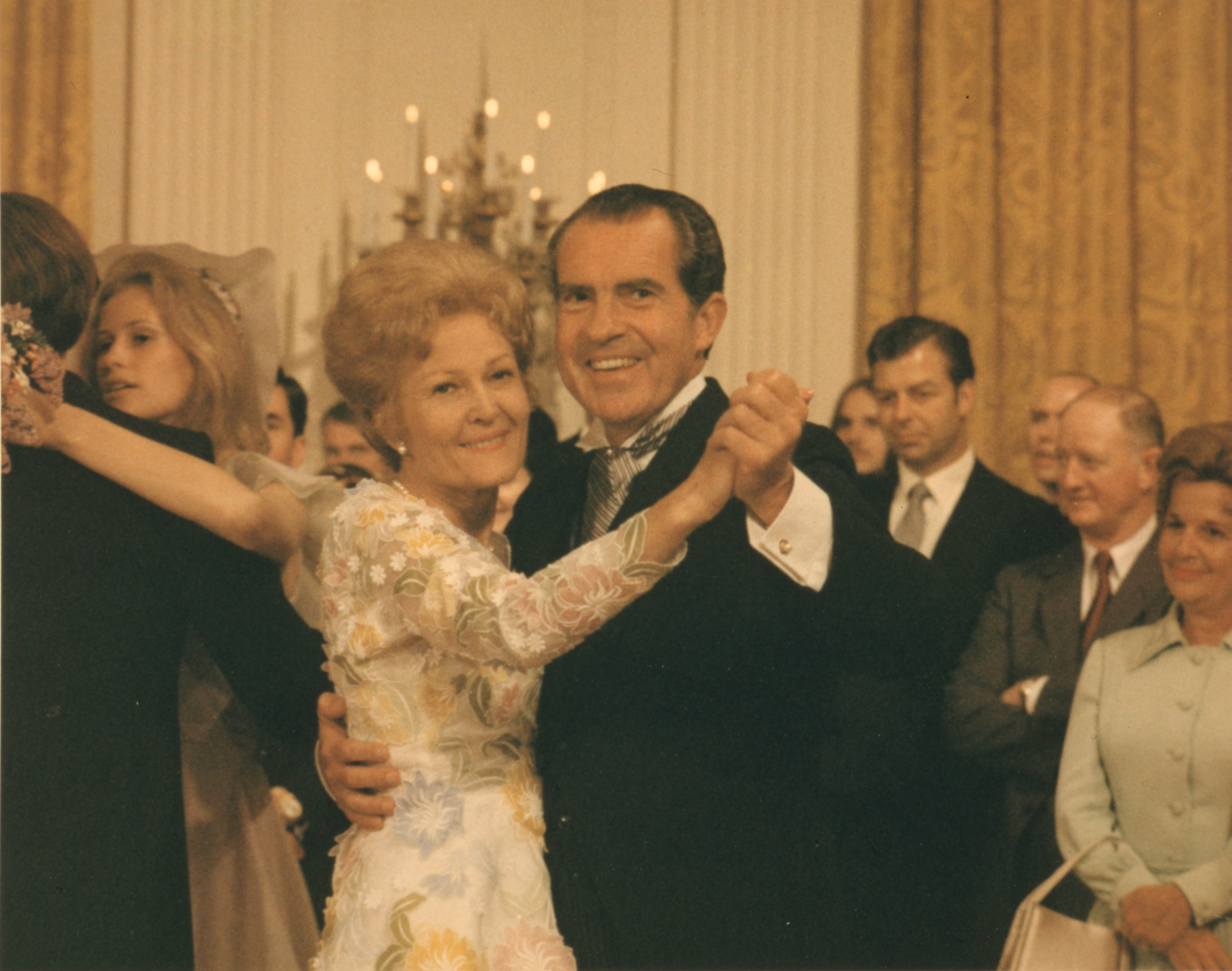
1971年6月12日。娘の結婚式で踊るニクソン夫妻

ウィッティアーにいる間、パット・ライアンはリチャード「ディック」・ニクソンという名のデューク大卒の若い弁護士と出会う。彼らは小劇場での演劇グループで同じ劇に出演した。ディックはしばしばパットが他のボーイフレンドとデートしている時もパットを求めた。彼らは1940年6月21日にカリフォルニア州リヴァーサイドのミッション・インで結婚した。
ディック・ニクソンは第二次世界大戦中にアメリカ海軍で勤務した。アイオワ州オタムアでの短期任務の後ニクソンは1946年に政界入りし、彼女はニクソンの下院議員選挙の際、彼の側で選挙運動を行った。
同年彼女は娘のトリシアを出産した。1948年には2番目の娘ジュリーを出産した。のちにトリシアは1971年にエドワード・F・コックスと結婚。ジュリーは作家で、1968年にドワイト・D・アイゼンハワーの孫と結婚した。
ニクソンは上院議員に当選し、ドワイト・D・アイゼンハワー大統領の副大統領に選出された。ニクソンが副大統領として外遊した際、彼女は同行した。その中にはベネズエラでの暴徒に直面した一件もあった。公人としての生活を要求されたにもかかわらず、ニクソン夫妻は2人の娘に対する教育熱心な親であった。

## ファーストレディとして
パット・ニクソンがホワイトハウスで過ごした時間は、自ら「volunteerism」と呼んでいる。彼女は個人の手紙に関する返答で時間を過ごした。ジャクリーン・ケネディのように彼女は大統領官邸を工芸品で飾ることに興味を抱いた。最終的に彼女は600を越える絵画と家具をホワイトハウス・コレクションに持ち込んだ。ニクソン夫人は更にオペラからブルーグラスまで様々なアメリカの伝統芸能パフォーマンスをホワイトハウスで開催した。そのゲストの中には1972年にカーペンターズも出演している。
1969年にニクソン一家がホワイトハウスに入った時、特定宗派に限らずゲストを日曜礼拝に招待し始めたが、大統領はその後政教分離を懸念してこの習慣を取りやめた。
パット・ニクソンは大統領の公式訪問への同行を継続した。彼女の旅行は1972年の中華人民共和国への歴史的訪問や、ソ連での首脳会談も含まれた。彼女の最初の公式単独訪問はペルーの地震犠牲者に対する支援物資の供給であった。その後彼女はアフリカや南米を大統領のユニークな個人的代理として訪問した。
1974年8月にニクソンは大統領を辞任する。彼が辞任演説を行っているあいだ、ニクソン夫人は階上で荷造りをしていた。彼らは8月9日にホワイトハウスを去り、カリフォルニア州サン・クレメンテに転居した。

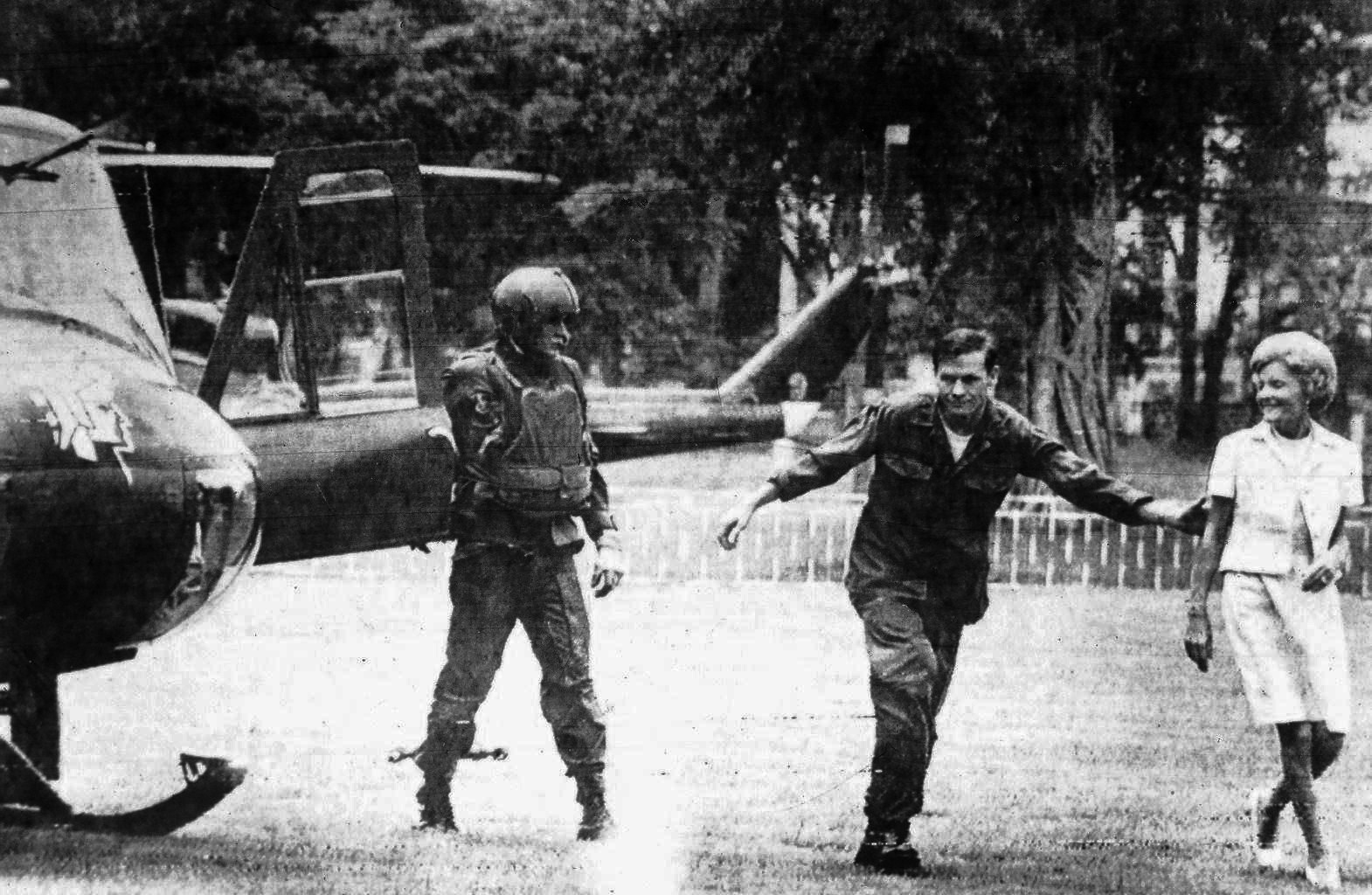
1969年7月31日、武装警備員に護衛されながら、ヘリコプターで南ベトナムの地上に降り立った。ファーストレディが戦闘地域に入ったのはこれが初めてだった。
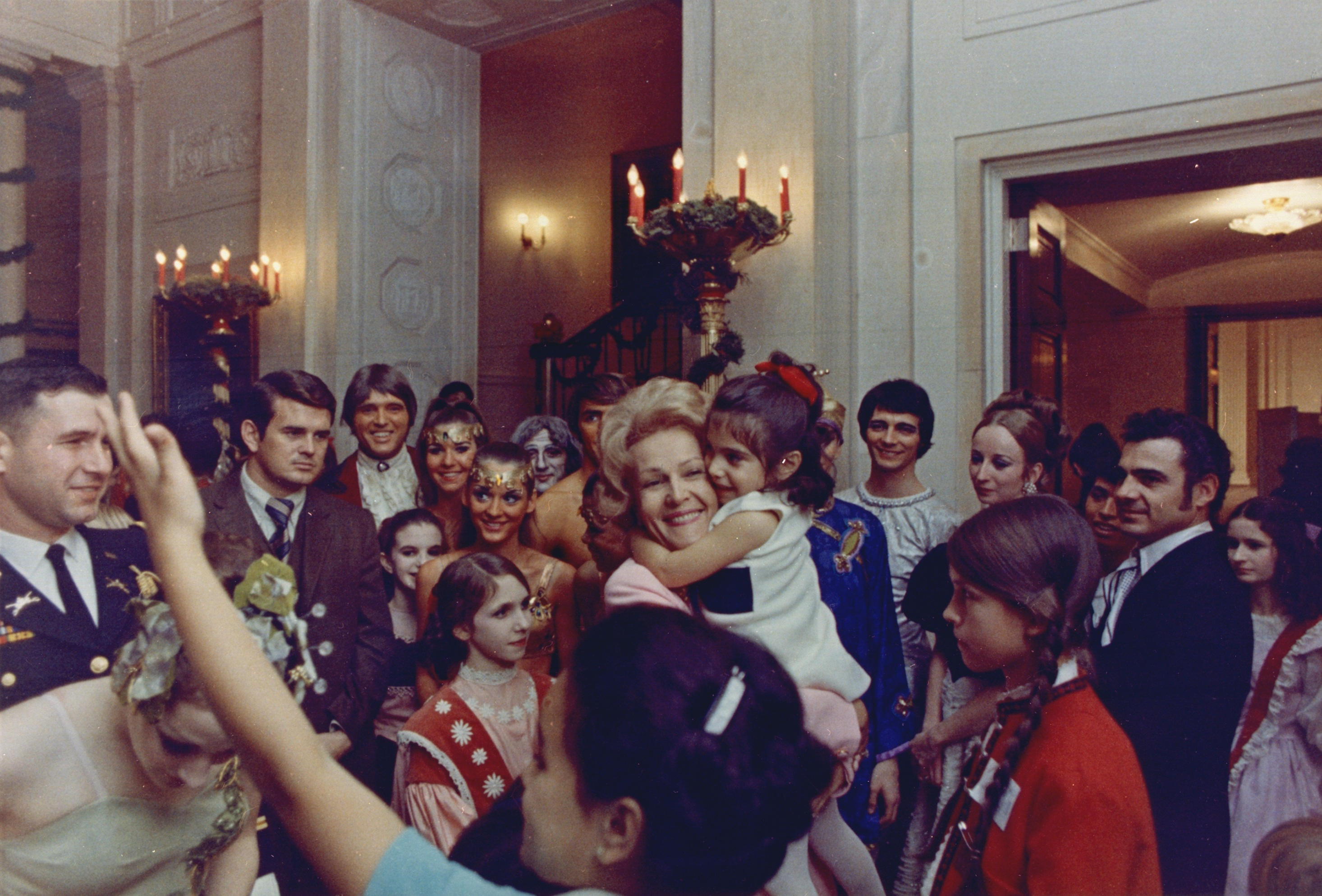
1969年12月23日。ホワイトハウスを訪れた女の子を歓迎するパット。
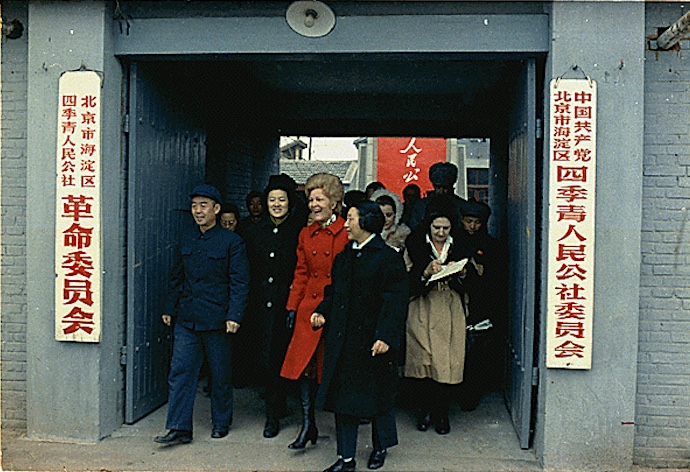
1972年2月23日、ニクソン大統領の中国訪問により中華人民共和国を訪れるパット。
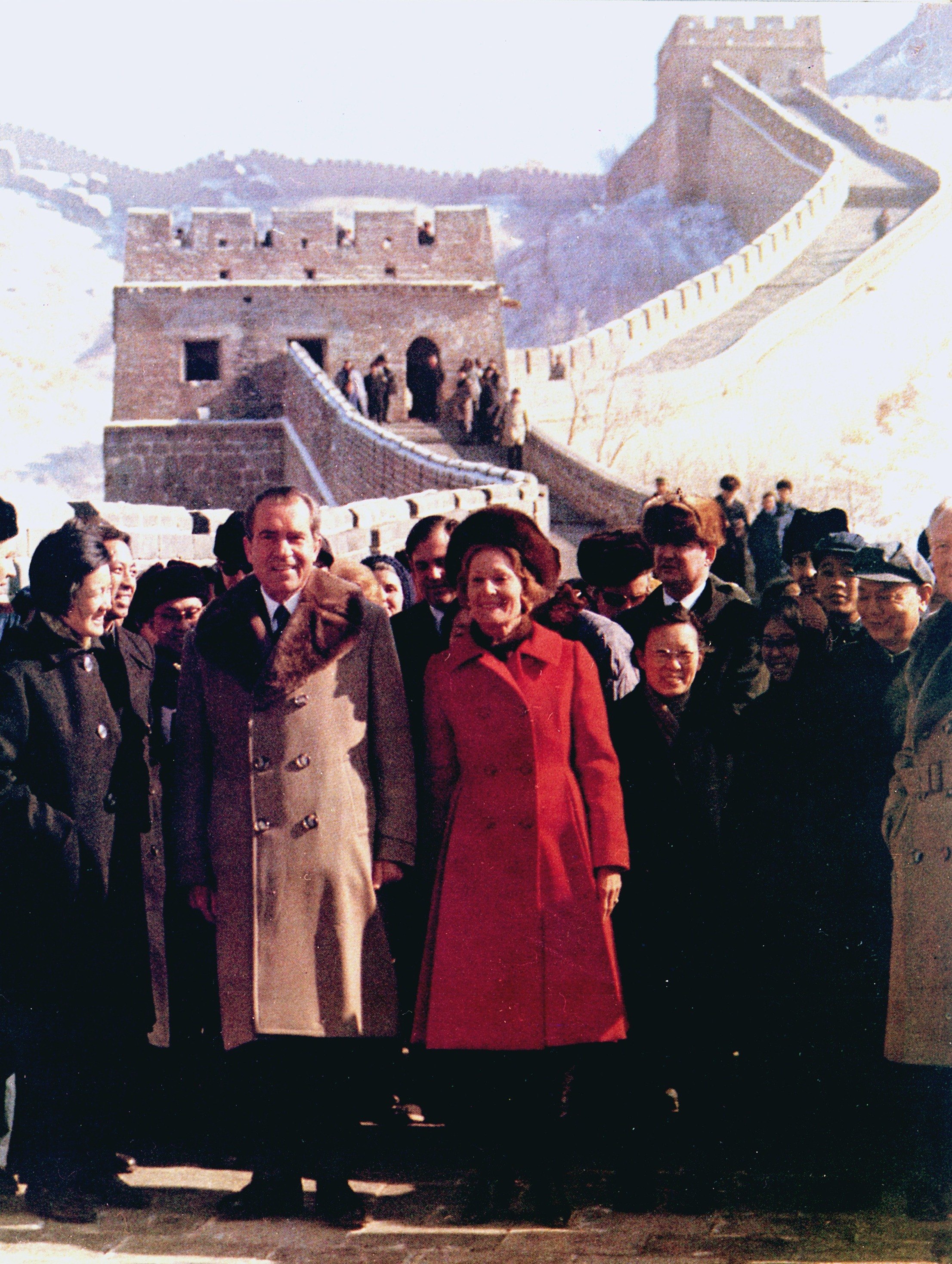
1972年2月24日、中華人民共和国の万里の長城を訪れるニクソン夫妻。
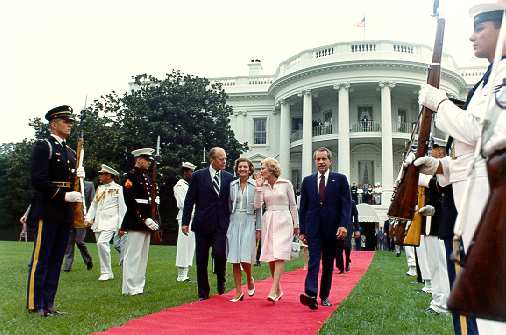
1974年8月9日、ホワイトハウスを離れるニクソン夫妻。

## 後年

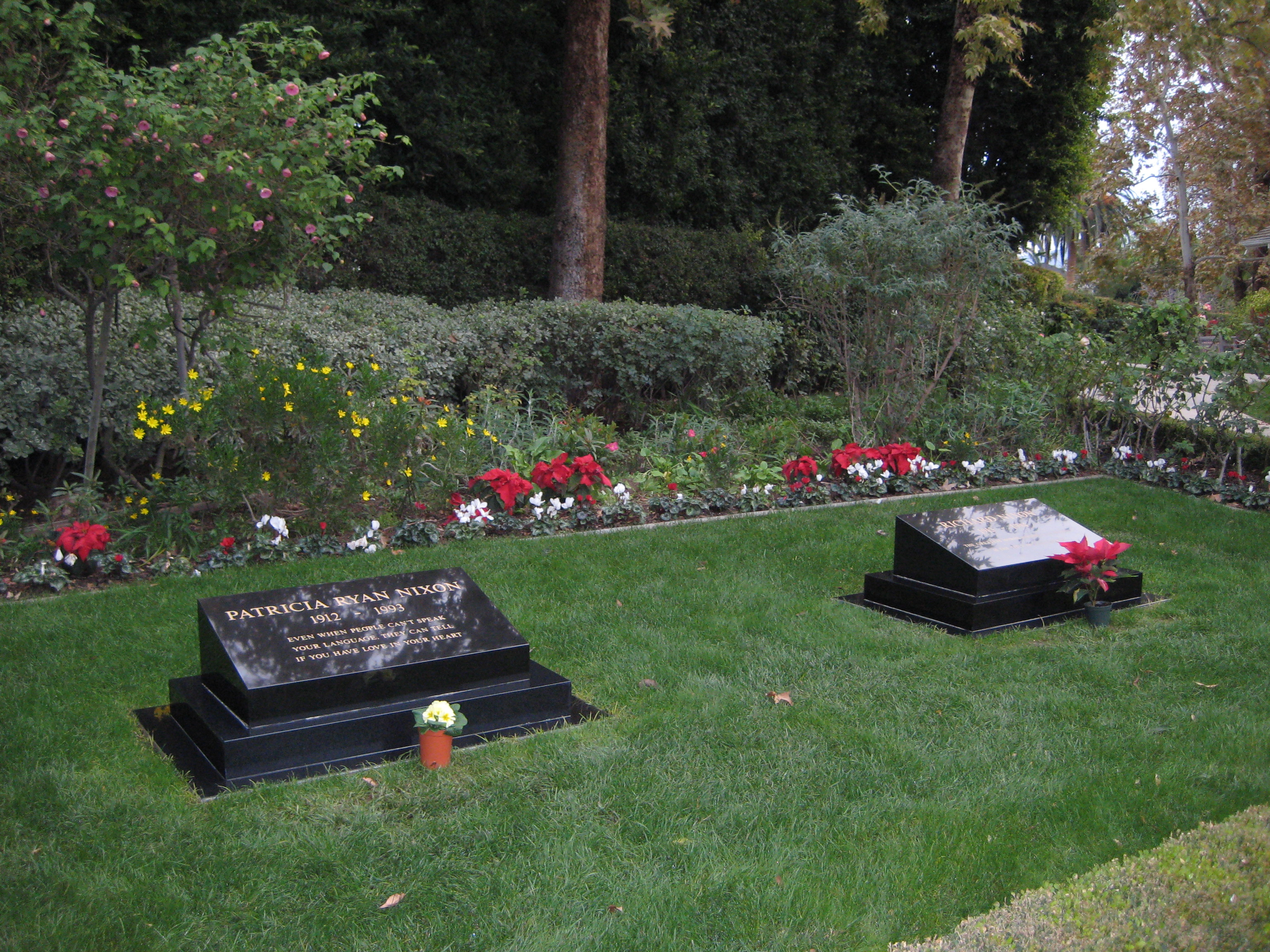
ニクソン夫妻の墓

パット・ニクソンは引退後健康を損ね、1976年と1982年に脳血管障害の発作を起こした。長期のヘビー・スモーカーであった彼女は咽頭癌、肺気腫、脊柱症で苦しみ、1992年12月には呼吸器障害で入院したが、そこで肺癌と診断された。
彼女は1993年6月22日の午前5:45にニュージャージー州パークリッジの自宅で81歳で死去した。53回目の結婚記念日の翌日であった。葬儀の模様はテレビ報道され、ニクソンが人目も憚らず涙を流す姿が映し出された。
夫のニクソンは彼女の10か月後に死去した。夫妻はカリフォルニア州ヨーバリンダのリチャード・ニクソン図書館に埋葬される。彼女の墓碑銘は「人々があなたの言葉を話すことができなくとも、彼らはあなたが心に愛を持っているかどうか分かります。」 というものである。

### 補足
ニクソン夫人は昼メロの熱心なファンであった。彼女のお気に入りは『Search for Tomorrow』であり、俳優のラリー・ヘインズ（Larry Haines）の大ファンであった。ある日彼女はニューヨークでのホワイトハウス公式行事の際、ヘインズが彼女の側を通り過ぎるのを見て、夫に「見て、あなた、スチュー・ベルイマンよ。Search for Tomorrowのスチューよ。」と興奮してささやいた。